# Boris Gorenc
Boris Gorenc, slovenski košarkar, * 3. december 1973, Ljubljana.
Gorenc je člansko kariero začel pri Union Olimpiji, za katero je igral med letoma 1990 in 1996 ter ob koncu karieri med letoma 2007 in 2008. S klubom je osvojil pokal Saporta v sezoni 1993/94 ter šest državnih in pet pokalnih naslovov. Vmes je igral za francoska Strasbourg in Pau-Orthez, italijanske Rimini, Virtus Bologne, Reggiana, Imola, Mens Sana Basket, Varese in Udine, grški Olympiakós ter ruski BC Himki Moskva. Krajši čas je bil leta 1997 na preizkusu pri Chicago Bulls. S klubom Mens Sana Basket je osvojil svoj drugi pokal Saporta v sezoni 2001/02.
Za slovensko reprezentanco je odigral 67 uradnih tekem in dosegel 620 točk. Nastopil je na petih evropskih prvenstvih v letih 1993, 1995, 1997, 2001 in 2003.

## Lovorike
- Slovenska košarkarska liga: 6

Union Olimpija: 1991/92, 1992/93, 1993/94, 1994/95, 1995/96, 2007/08
- Slovenski košarkarski pokal: 5

Union Olimpija: 1992, 1993, 1994, 1995, 1996
- Pokal Saporta: 2

Union Olimpija: 1993/94
Mens Sana Siena: 2001/02